# 维托里奥·卢凯蒂
维托里奥·卢凯蒂（義大利語：Vittorio Lucchetti，1894年12月21日—1965年2月3日），意大利男子体操运动员。他曾获得1920年和1924年夏季奥运会体操比赛男子团体全能金牌。他也参加了1928年夏季奥运会。